# Stylogaster petersoni
Stylogaster petersoni är en tvåvingeart som beskrevs av Camras och Parrillo 1985. Stylogaster petersoni ingår i släktet Stylogaster och familjen stekelflugor. Inga underarter finns listade i Catalogue of Life.